# Jacques-Noël Sané
Pour les articles homonymes, voir Sané.
Jacques-Noël Sané, né à Brest le 18 février 1740 et mort à Paris le 22 août 1831, est un ingénieur constructeur naval français, l’un des plus brillants de l’âge de la voile, surnommé aussi le « Vauban de la marine ». Il est le concepteur de la quasi-totalité des vaisseaux de ligne construits en France de la guerre d'Indépendance des États-Unis à la fin du Premier Empire.
« Messieurs, l'armée navale française et l'Europe savante viennent de perdre un de ces hommes rares dont la longue carrière appartient toute à la patrie, et dont la mémoire appartient à la postérité ». C'est en ces mots que le baron Charles Dupin, membre de l'Académie des sciences et du Conseil de l'Amirauté rend hommage à Sané.

## Biographie
Sané est originaire d'une famille de marins : son père et son grand-père appartenaient tous deux à la Marine royale. Élève constructeur dès 1758, son talent est remarqué dès son entrée en 1765 à l'École des ingénieurs constructeurs de vaisseaux royaux de Paris créée par Duhamel du Monceau (aujourd'hui connue sous le nom d'ENSTA Paris). Il continue ses études à Paris et il obtient le 1er octobre 1766 son brevet de sous-ingénieur constructeur. En 1767, il travaille sous les ordres d'Ollivier l'Aîné aux constructions navales et avec Choquet de Lindu aux travaux des bâtiments civils. En 1769, il embarque sur la flûte la Seine à destination de la Martinique avec quatre gabares à clapets et une machine à curer qu'il a fabriquées.
Diplômé ingénieur constructeur en 1774, il dirige ses deux premières constructions : les vaisseaux Annibal et le Northumberland ; ce sont des réalisations aussitôt estimées. On lui confie également la construction du vaisseau de 64 canons le Sphinx et la réalisation de plusieurs frégates de 26 canons de 12 en batterie. L’Annibal fut utilisé par l'amiral d'Estaing pendant la campagne des Antilles puis par Suffren pendant la campagne des Indes. Rebaptisé Achille, il fut capturé par les Britanniques en 1794.
Il poursuit une activité soutenue pendant la guerre d’Amérique et réalise la standardisation et les plans types des frégates de 18 et des vaisseaux de 74, 80 de la classe Tonnant et 118 canons de la classe Océan, souhaitée par les ministres Sartine puis Castries ainsi que par le Chevalier de Borda « Ces deux hommes (Sané et Borda), étrangers aux rivalités misérables et fatales qui divisèrent longtemps les principales armes de la Marine, unirent leur expérience, leur savoir et leur talents, pour faire un grand pas au plus difficile des arts militaires ». En réalité, Sané remporte successivement trois concours proposées aux plus grands constructeurs de l'époque :
- en 1782, Sané remporte le concours concernant la standardisation des vaisseaux avec le plan type du vaisseau de 74 canons le Téméraire[7] ;
- en 1785, Sané remporte le concours pour le vaisseau de 118 canons. Dupin écrit à propos de l’Océan : « La Marine française se rappelle encore le sentiment d'admiration que fit naître le vaisseau l'Océan, navire à trois ponts, que le public admirait pour l'élégance et la majesté de ses formes apparentes, et que les marins admiraient parce qu'il était le vaisseau le plus facile à manœuvrer et le plus fin voilier, entre tous les navires du même rang qu'on eut construit en Europe »[8] ;
- les plans de Sané seront une nouvelle fois retenus pour la construction en série des rapides et puissants vaisseaux de 80 de la classe Tonnant ; dotés de deux batteries de canons de gros calibres, plus longs, plus maniables et beaucoup plus rapides que tous les deux-ponts et trois-ponts britanniques, ils seront les navires les plus appréciés par les marins français mais aussi par les Britanniques, qui en capturèrent et les réarmèrent sous leur drapeau. Parmi ce type de vaisseaux, on peut citer l'Indomptable, le Sans-Pareil, le Foudroyant et le Tonnant construits selon ses plans[9].

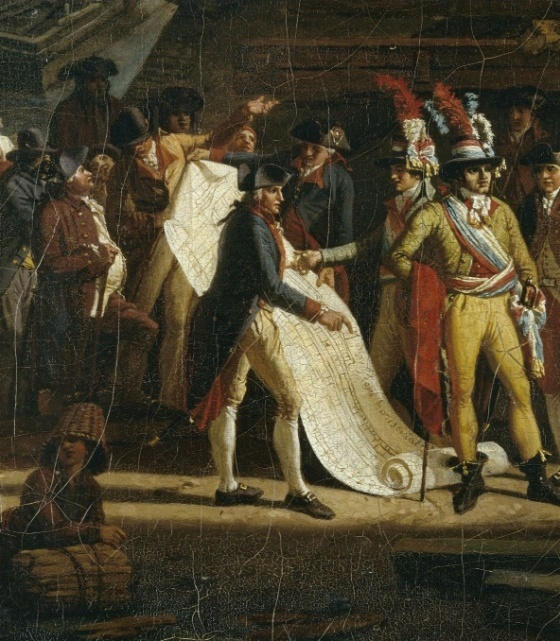
Sané déroulant le plan de l'un de ses vaisseaux devant Jean Bon Saint-André, membre du Comité de Salut Public et envoyé spécial de la Convention à Brest de 1793 à 1794.

Sané est admis à l'Académie royale de marine le 18 juin 1787. Il rejoint en avril 1779 Saint-Malo pour construire la frégate de 26 canons de 12 la Vénus. Il réalise également les plans des frégates l’Aigle, la Cléopâtre, la Thisbé et la Dryade.
En 1793, alors qu'il est ordonnateur civil du port de Brest, il décide de raser la première batterie de vieux vaisseaux et de supprimer les gaillards en ne conservant que 30 ou 24 canons de 36 à la batterie. Ces navires sont appelles « vaisseaux-frégates ». Parmi ces navires, on compte le Brutus, le Pluton et l’Argonaute. Le 7 juillet 1798, il est nommé inspecteur des constructions de la Marine sur un territoire qui s'étend de Dunkerque à Bayonne. Il inspecte tous les ports et se rend dans les forêts de Pyrénées pour sélectionner les bois nécessaires à la construction des navires. En 1807, il propose un plan de corvette qui restera en service jusqu'à la fin de la marine à voile. En 1808, Sané crée un nouveau type de vaisseau de 110 canons dont la première réalisation sera le Commerce de Paris. Les plans de Sané pour les frégates de 18 sont adoptées en 1810.
Incontesté dans ses capacités, se tenant prudemment à l’écart de toute forme de politique, il traverse les changements de régime sans jamais être remis en cause ni inquiété : il est membre de l'Académie de Marine (à partir de 1786), sous-directeur des constructions (1789), directeur du port de Brest (1793), membre de l'Académie des sciences (1796), inspecteur des constructions navales de l’Atlantique (1798) et inspecteur général du génie maritime de 1800 à 1817. Il est fait baron d'Empire en 1810 et chevalier de Saint-Michel sous la Restauration. Toutefois, président du Comité de construction en 1820, il ne sent pas l’avenir de la vapeur qui remettrait trop en cause, à 80 ans, le travail de toute une vie, et s’accroche aux solutions traditionnelles. Il meurt à 91 ans, âge important pour l'époque.
L'unique fille de Sané avait épousé le capitaine de vaisseau Delarue de la Gréardière, commandant de la Muiron.

## Œuvres de Sané

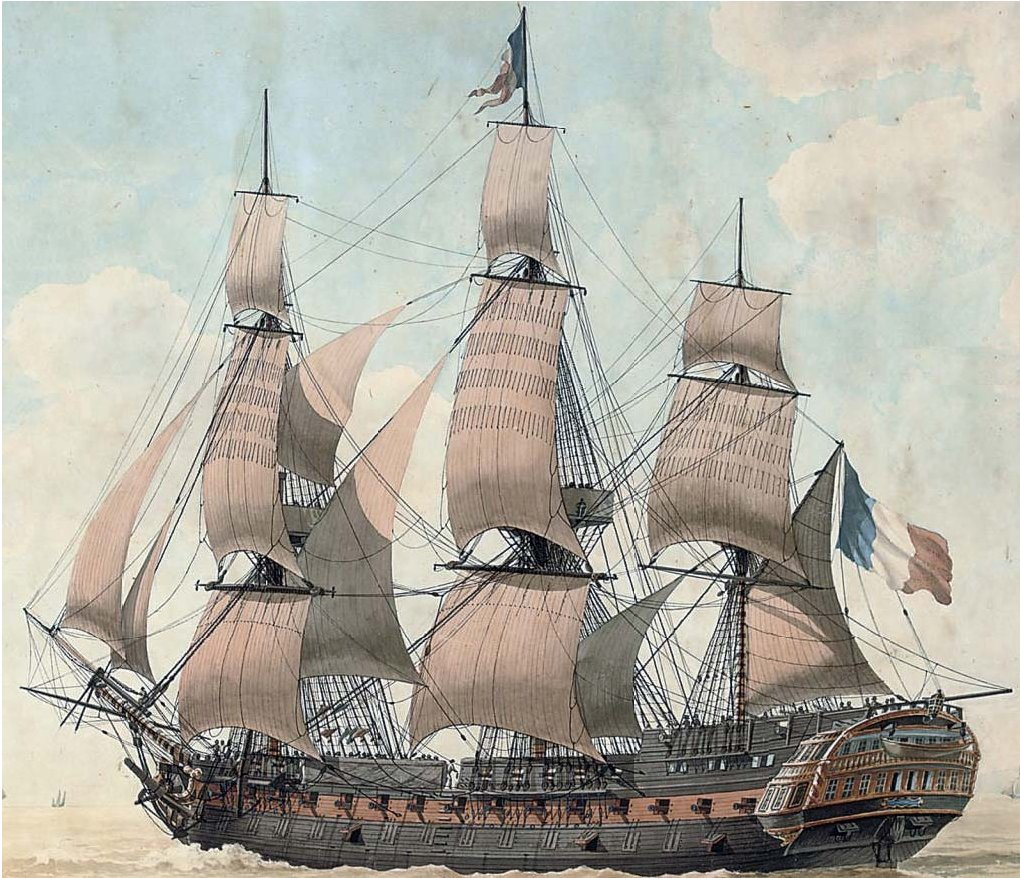
Le Mont-Blanc, vaisseau de 74 canons de la classe Téméraire, construit d'après les plans de Sané à Rochefort (sous le nom de Pyrrhus).

Responsable de la construction de plus de 150 navires de guerre au long de sa carrière, il peut être considéré comme le plus grand ingénieur constructeur de l’histoire de la marine à voile, celui qui l’a portée à son plus haut niveau de perfection. À partir de ses plans seront construits :
- 9 vaisseaux de 118 canons (classe Commerce de Marseille) construits entre 1778 et 1813 ;
- 5 vaisseaux de 110 canons (classe Commerce de Paris (en)) entre 1804 et 1811 ;
- 27 vaisseaux de 80 canons (classe Tonnant) construits entre 1787 et 1813 ;
- 107 vaisseaux de 74 canons (classes Annibal (en) et Téméraire) construits entre 1783 et 1841 ;
- 65 frégates de 18 (classes Hébé, Virginie (en), Hortense (en) et Pallas (en)) construites entre 1781 et 1814.
- Aussi des Gabares, comme l'Uranie de Louis de Freycinet, re-classifiée Corvette pour son Voyage autour du Monde, 1817-1820.

### Style
Une centaine de vaisseaux de 74 de la classe Téméraire seront construits selon ses plans jusqu’à la fin de l’Empire. Son chef-d’œuvre est toutefois la série des vaisseaux de 118 canons, comme les États de Bourgogne (ultérieurement Côte d’Or, Montagne puis Océan), admirables de maniabilité pour leur masse et leur puissance de feu. Lancés à partir de 1788, ces navires servent de vaisseaux-amiraux aux escadres françaises jusqu'au milieu du XIXe siècle. Sané est enfin aussi le concepteur de nombreuses frégates (les classes Sibylle, Hébé, Virginie, Hortense et Pallas), mais se trouve dans ce domaine en concurrence d'autres ingénieurs (notamment Forfait).
Élève de Duhamel du Monceau, Sané développa un style de coques sobre et efficace, avec des lignes pures, un minimum de décorations, et des flancs bombés. La poupe était intégrée au reste de la coque, en contraste avec les imposants châteaux-arrières du XVIIe siècle. En conséquence, les vaisseaux construits sur ses plans, notamment les vaisseaux de 74 canons, manœuvraient presque aussi bien que des frégates. Les chantiers navals anglais de l’époque copièrent sa conception dès qu’ils purent capturer des unités construites d’après les plans de Sané.
Cet ingénieur-constructeur naval français conçut entre autres une ligne remarquable de frégates rapides dans les années 1770, dont la plus connue est la Hébé, qui fut capturée par les Anglais presque sans combattre, l'année de son lancement en 1782, donc en parfait état, et qui fut copiée par ceux-ci à des dizaines d'exemplaires (frégates de classe Leda), dont les célèbres HMS Trincomalee, HMS Unicorn, HMS Shannon, HMS Leda, etc.
Les améliorations dans le gréement se traduisirent par des mâts à la fois plus fins, plus hauts et plus résistants que ceux du début du XVIIIe siècle. La voile de misaine avait déjà pris sa forme définitive vers 1780. Les perroquets devenaient chose courante, permettant de s’adapter aux conditions de vent avec plus de finesse. Comme exemple de ses réalisations, citons la frégate impériale Pregel, sortie en mars 1811 des chantiers de Solidor à Saint-Servan, ou le vaisseau l’Océan, dont la maquette est visible au Musée de la Marine.
Dupin dans sa notice nécrologique de Sané, décrit ainsi ses nombreux talents : « Ce grand ingénieur avait reçu de la nature un sentiment exquis de la convenance et de la continuité des formes ; il pressentait, il devinait, pour ainsi dire, les inflexions, le courbures les plus favorable à la marche des navires, à la douceur de leurs oscillations, à la facilité de leurs évolutions ».

### Collection Trianon
En 1807, l'empereur Napoléon lui demande de rassembler une collection de modèles de navires pour orner la galerie des Cotelles au Grand Trianon. Cette collection met en scène la marine ancienne avec des modèles déjà existants et la Marine impériale avec des modèles qu'il fait construire. Elle est connue sous le nom de « collection Trianon » et elle a été à nouveau été réunie en 2014 dans la galerie du Grand Trianon pour une exposition en collaboration entre le Musée national de la Marine et le château de Versailles.

## Postérité
Le nom de Sané a été donné à trois navires de guerre de la Marine française :
- une frégate à roues, construite à Cherbourg à partir de 1840, lancée en 1847, qui participa à la campagne de Crimée et fit naufrage en 1859 ;
- un croiseur, mis en chantier à Toulon en 1867, lancé en 1869 et désarmé en 1914 ;
- un sous-marin de la classe Q (le Q106), construit à Toulon à partir de 1912, lancé en 1916, qui participa au premier conflit mondial et fut désarmé en 1939.

Son nom a aussi été donné à la promotion 2004 de l'ENSTA Bretagne.
Le nom de Sané a été relevé vers 1895 par le colonel Jules Édouard Martin par le Conseil d'État. On retrouve parmi les descendants de Jacques-Noël Sané : Jacques Martin-Sané.